# Áulide

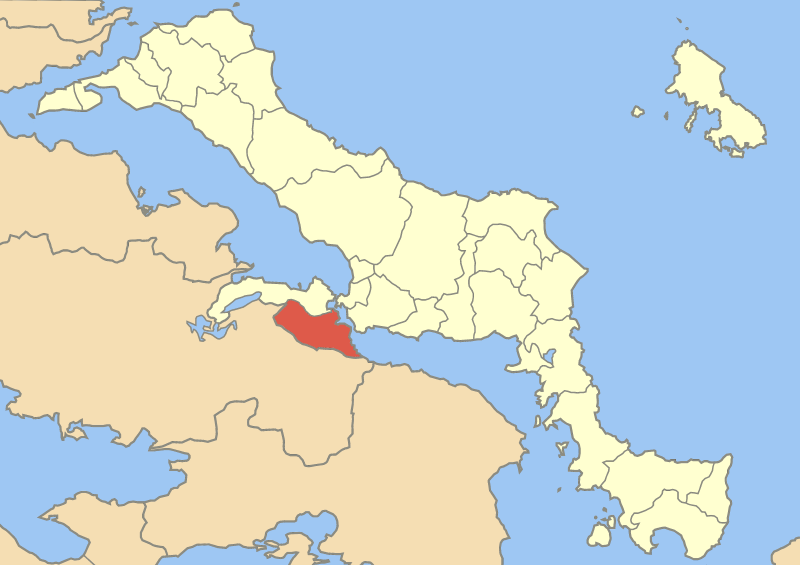
Localización del moderno municipio de Áulide frente a la isla de Eubea.

Áulide (en griego antiguo, Αὐλίς: Aulís) era una antigua localidad portuaria de Beocia, situada en el estrecho de Euripo, frente a la isla de Eubea, en la orilla suroeste del golfo de Eubea, a una veintena de kilómetros al sureste de Tebas. 
Es posible que este asentamiento nunca llegara a ser una polis en la Antigüedad: perteneció a Tebas hasta el 387 a. C. y desde entonces a Tanagra. Tuvo por actividades la pesca, la producción de cerámica y el santuario de Artemisa Aulideia. Hoy día es un municipio, llamado Avlida (Δήμος Αυλίδος), perteneciente a la prefectura de Eubea.
Al igual que ocurre con muchas ciudades griegas, Áulide tiene su personaje epónimo. Este correspondería con una tal Áulide o Aulis, hija de Evónimo, a su vez hijo del dios fluvial Cefiso o bien de Urano y Gea.

## En la literatura e historia
Fue en Áulide, según la Ilíada, donde los griegos embarcaron hacia Troya. También se la menciona en el Catálogo de las naves como una de las ciudades que contribuyeron a la expedición. Según las tragedias de Esquilo (Agamenón) y de Eurípides (Ifigenia en Áulide), allí sacrificó Agamenón a su hija Ifigenia para lograr vientos favorables. Por otra parte, el rey de Esparta Agesilao II también realizó sacrificios en Áulide antes de emprender su expedición a Jonia en el 397 a. C.
Es también mencionada en las Helénicas de Oxirrinco: Áulide fue una de las poblaciones que, junto con Eritras, Escafas, Escolo, Potnias, Esqueno y otras localidades semejantes que no tenían murallas, habían hecho sinecismo con Tebas, ciudad que duplicó así su número de habitantes.
Ello ocurrió ante la amenaza de los atenienses, al inicio de la guerra del Peloponeso.

## Arqueología

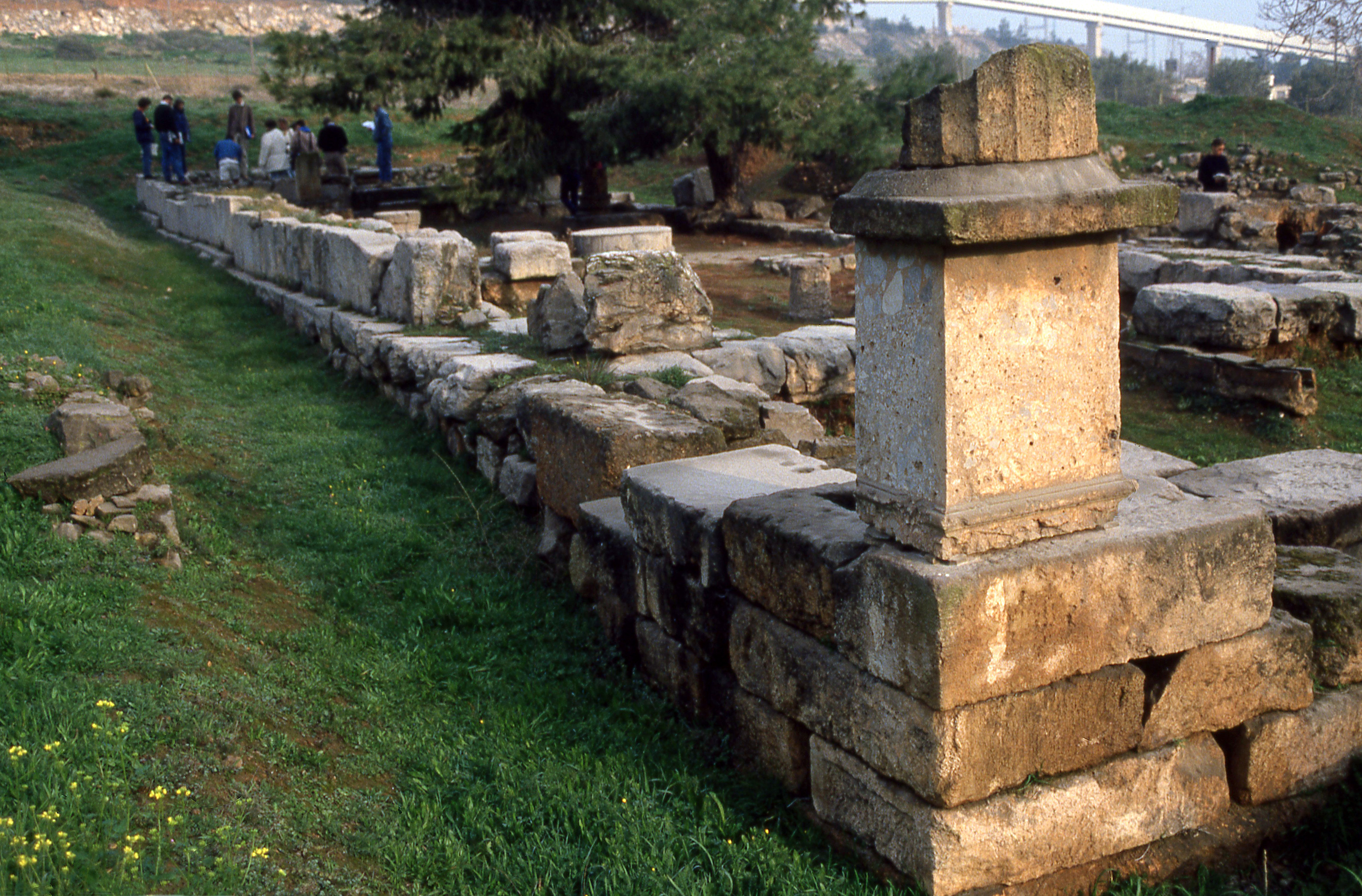
Ruinas del templo de Artemisa, en Áulide.

Los primeros trabajos arqueológicos en el área se llevaron a cabo en 1928. Posteriormente, también se realizaron excavaciones en 1954 y entre 1956 y 1961, dirigidas por Ioannis Threpsiadis. Estas prospecciones indican que el área ha estado habitada permanentemente en el periodo comprendido entre el periodo micénico y la época romana. 
Los restos del templo de Artemisa pertenecen al siglo V a. C., pero debajo se han realizado hallazgos más antiguos como los restos de un edificio del periodo geométrico. Durante el periodo helenístico el templo fue ampliado y se construyeron en torno a él otros edificios. Durante la época romana, en la que tuvo un periodo de auge, se reemplazaron las columnas del templo. El templo fue destruido en el año 396 de nuestra era, y en su lugar de construyeron termas.